# Bònavau (Gard)
Bònavau(en francès Bonnevaux) és un municipi francès situat al departament del Gard i a la regió d'Occitània.